# Schima parviflora
Schima parviflora là một loài thực vật có hoa trong họ Theaceae. Loài này được W.C. Cheng & Hung T. Chang miêu tả khoa học đầu tiên năm 1983.